# Белгородская государственная филармония
Белгородская государственная филармония — главная профессиональная концертная организация Белгородской области. Организационно-правовая форма — государственное учреждение культуры.

## История

### XX век
С 1960-х годов существовала как концертно-эстрадное бюро, основной задачей которого был прокат гастролеров без собственных коллективов.
В 1966 году бюро было переименовано в Белгородскую областную филармонию. Первым директором Филармонии стал Виктор Илларионович Киселенко.
С 1972 по 1983 филармонию возглавлял Петр Васильевич Луценко. В 1975 художественным руководителем филармонии был назначен Иван Григорьевич Трунов. Именно тогда, в 1970-е годы были созданы эстрадные коллективы, начал работать музыкальный лекторий для школьников. В Белгород приезжали с гастролями выдающиеся музыканты: С. Рихтер, М. Ростропович, В. Третьяков, В. Пикайзен, Б. Штоколов.
В 1980-е в филармонии появились талантливые солисты (инструменталисты и вокалисты), развивалось эстрадное направление (в частности, был создан ВИА «Фестиваль», которым руководил Максим Дунаевский; солистами были популярные певцы Заур Тутов, Николай Гнатюк). В 1983—1993 директором Белгородской филармонии работал Виктор Максимович Барбин.
В 1993 году Иван Трунов был назначен директором Белгородской филармонии. Получив поддержку избранного в том же году губернатора Е. С. Савченко, он начал проводить серьёзные реформы. В концертном сезоне 1993—1994 годах был создан симфонический оркестр.
Вспоминает Иван Трунов:

Слух о нас пошёл по области, заговорили о наших солистах и стали приглашать выступать с концертными программами. В основном работали в районах, на различных предприятиях. Выступали в красных уголках, на полевых станах, на фермах среди коров. Порой за месяц давали 60—80 концертов. Конечно, я прекрасно понимал, что наша деятельность далека от того, чем должна заниматься филармония. Ведь основная её задача — воспитывать публику на высоких образцах музыкального искусства.
В 1995 году филармония получила в подарок от администрации области рояль фирмы Steinway.
7 июля 1995 года филармонии присвоен статус государственной. В том же году в Белгороде впервые прозвучала опера Г. Доницетти «Колокольчик» (в концертном исполнении). В дальнейшем оперный репертуар филармонии пополнялся ежегодно. В настоящее время он включает в себя оперы П. Чайковского («Евгений Онегин», «Иоланта», «Пиковая дама»), С. Рахманинова («Алеко»), Д. Россини («Севильский цирюльник»).

### Современность
С 2004 года у филармонии появилось собственное здание — бывший ДК Железнодорожников с залом на 580 мест на улице Белгородского полка. Ранее основным залом, где проходили все концерты, был Овальный зал (350 мест), расположенный в здании администрации области.
В конце декабря 2006 года Белгородская государственная филармония праздновала 40-летие. Торжественные концерты состоялись в Овальном и Концертном залах. Были подготовлены юбилейные концертные программы симфонического оркестра и солистов филармонии под управлением главного дирижёра, заслуженного деятеля искусств Украины, Рашита Нигаматуллина и заслуженного артиста РФ А. Оселкова.
В 2008 году руководством области принято решение о масштабной реконструкции здания ДК. В ходе реконструкции здание претерпело серьёзные изменения. Общая площадь увеличилась в два раза за счет строительства надстройки над старой частью здания, и пристройки перед бывшим главным фасадом, которая представляет собой сложной формы в плане объём, состоящий из пяти разновысоких блоков, функционально связанных между собой.
С 2010 года здание филармонии было реконструировано и сейчас имеет 3 концертных зала: Большой концертный зал, рассчитанный на 580 мест, Малый зал на 200 мест и Органный зал на 280 мест. Новое здание считается жителями Белгорода одним из самых красивых в городе.
В концертном сезоне 2016—2017 Белгородская филармония отметила 50-летний юбилей.

## Залы

### Большой зал
Основной зал на 580 мест с балконом и двумя ложами. Расположен на первом этаже филармонии.

### Малый зал
В пристроенной части обновленного здания разместился Малый зал на 200 мест. Расположен на пятом этаже филармонии.

### Органный зал
В январе 2004 года в Белгород были приглашены московские акустики П. Кравчун и М. Ланэ, изучившие все залы города и санатория «Красиво» на предмет установки концертного органа. Они дали отрицательные заключения обо всех залах, кроме Овального зала администрации Белгорода. В том же году выполнены архитектурный проект реконструкции и новое акустическое решение Овального зала для установки в нём органа. Однако руководство Белгорода решило передать Белгородской государственной филармонии ДК Железнодорожников и реконструировать его для концертных целей. Поскольку Большой зал здания не подходил для установки органа, было решено пристроить новый Органный зал к основному реконструированному зданию.
Строительство нового комплекса залов для филармонии завершилось в 2010 году. Эксперты газеты «Музыкальное обозрение» назвали открытие этого здания главным событием 2010 года, а в рейтинг издания в номинации «Персоны года» попали губернатор области Евгений Степанович Савченко и Иван Григорьевич Трунов, бывший в те годы директором филармонии.
В августе 2011 года состоялась приёмка органа в монтажном зале фирмы в Баутцене, после чего он был разобран и перевезён в Белгород, где с середины сентября происходила работа по его сборке, наладке, интонированию и настройке. Монтажной бригадой руководил Дирк Пфайфер, а главным интонировщиком был Альфред Маттиас Ульманн. 15 декабря, в  день рождения Белгородской государственной филармонии, состоялась торжественная церемония открытия Органного зала и инаугурация органа. В ней приняли участие органист белгородской филармонии, лауреат международных конкурсов, Тимур Халиуллин, заслуженный артист России Даниэль Зарецкий, органист из Германии Юрген Вюстефальд, камерный оркестр Mezzo Music под управлением Натальи Боровик, а также заслуженная артистка России Нина Стрижова. 16 и 17 декабря в Органном зале состоялись первые концерты.
В соответствии с пожеланиями немецкого спонсора орган был заказан на фирме Hermann Eule Orgelbau. Исходя из размеров и акустических особенностей органного зала, фирма спроектировала и изготовила орган на 39 регистров (из них 34 реально звучащих и пять трансмиссионных расширений в педали) с двумя мануалами и педалью, механической игровой трактурой и электрической регистровой (с современной системой , банк памяти на 9999 комбинаций). Акустика зала достаточно «влажная», реверберация 2,5 секунды. В органе четыре этажа, 3000 труб. Органный зал оборудован современной системой, находящейся на четвёртом этаже филармонии. Поддерживается постоянный режим температуры 20°С и влажности 55%.
В стилевом решении органный зал оформлен в неоготическом стиле, с типичными высокими сводами (высота свода потолка 17 метров), арками и витражами. Толщина витражного стекла усилена до 8 мм. Специально для этого были изготовлены мощные кованые рамы с выпуклым сечением необычной формы в стиле арт нуво. Для достижения специального светового эффекта в ниши за витражами установлены мощные прожекторы, скрытые светорассеивающими экранами. Цветовое решение — кремовый белый цвет, расширяющий пространство зала, красные стулья и синий задник фасада органа, объединённые в цветовой палитре витражей. Стены обиты деревом калифорнийского клёна, выкрашенным в натуральную охру. Светильники выполнены в форме органных труб, рифмуются с трубами фасада органа.
Над игровой консолью органиста по центру органа размещён герб города Белгорода. Над органом располагается конструкция в виде ракушки, которая несёт как практическую функцию (акустический отражатель звука) так и идейно эстетическую — сцена и нависающая над ней часть по форме напоминают раскрытую раковину в центре которой находится главная жемчужина филармонии и всего Черноземья — орган. Сцена оборудована современной системой холодной подсветки, позволяющей устраивать световое представление. Орган может быть расцвечен любым цветом в отдельности, в различных комбинациях и режимах (переливы, мерцания, стробоскоп, перетекания).

## Коллективы[3]
- Симфонический оркестр

Главный дирижёр — Рашит Нигаматуллин, дирижёр — Владимир Заводиленко
- Белгородский академический русский оркестр

Главный дирижёр — Евгений Алешников, дирижёр — Всеслав Абасов
- Концертный оркестр духовых инструментов

Главный дирижёр — Юрий Меркулов, дирижёр — Дмитрий Артёмов
- Эстрадно-джазовый оркестр No Comment

Главный дирижёр — Владимир Уваров, дирижёр — Игорь Овчаров
- Камерный оркестр Mezzo Music

Главный дирижёр — Наталья Боровик
- Академический хор

Главный дирижёр — Елена Алексеева
- Ансамбль песни и танца «Белогорье»

Главный дирижёр — Ольга Усова
- Ансамбль танца

Руководитель — Александр Манжола
- Музыкальный лекторий
- Эстрадный квартет «Экспромт»

Руководитель — Геннадий Панкратов
- Ансамбль народных инструментов «Токаев-квартет»

Руководитель — Михаил Токаев
- Эстрадный ансамбль «Театр песни»

Руководитель — Владимир Ермолов
- Ансамбль народных инструментов «Бис-квартет»

Руководитель — Вера Раделицкая

## Солисты[4]

### Инструменталисты
- Ирина Соколова (фортепиано)
- Тимур Халиуллин (орган, карильон, клавесин)
- Дмитрий Филатов (флейта)
- Геннадий Панкратов (аккордеон)
- Михаил Пидручный (пан-флейта)
- Андрей Ярошинский (фортепиано)
- Борислав Струлёв (виолончель)
- Александр Сахарчук (баян)
- Михаил Токаев (аккордеон)

### Вокалисты

#### Академический вокал
- Евгений Григорьев (бас-баритон)
- Владимир Бойко (баритон)
- Светлана Ломоносова (сопрано)
- Наталья Пашун (сопрано)
- Галина Зольникова (сопрано)
- Нина Стрижова (меццо-сопрано)
- Наталья Воскресенская (меццо-сопрано)
- Оксана Никитина (меццо-сопрано)
- Элина Писаренко (лирико-колоратурное сопрано)
- Николай Бирюков (тенор)

#### Джазовый вокал
- Арина Гюнтер
- Екатерина Новикова

#### Народный вокал
- Тамара Кузнецова
- Наталья Ткаченко
- Вера Цукаленко

#### Эстрадный вокал
- Нина Гридчина
- Ольга Цымбалист
- Владимир Ермолов
- Иван Белыш
- Татьяна Дружинина
- Евгений Добров
- Оксана Меньшикова
- Константин Кривцов

## Ведущие концертов[5]
- Наталья Гирявенко
- Людмила Сидорова
- Елена Латыш-Бирюкова
- Ирина Точитская
- Александр Воронин
- Любовь Безуглова

## Руководство
- Директор — кандидат педагогических наук Светлана Юрьевна Боруха
- Заместитель директора — художественный руководитель, заслуженный работник культуры РФ Евгений Алексеевич Алешников